# Bundera scalara
Bundera scalara är en insektsart som beskrevs av Li och Wang. Bundera scalara ingår i släktet Bundera och familjen dvärgstritar. Inga underarter finns listade i Catalogue of Life.